# The Ashes

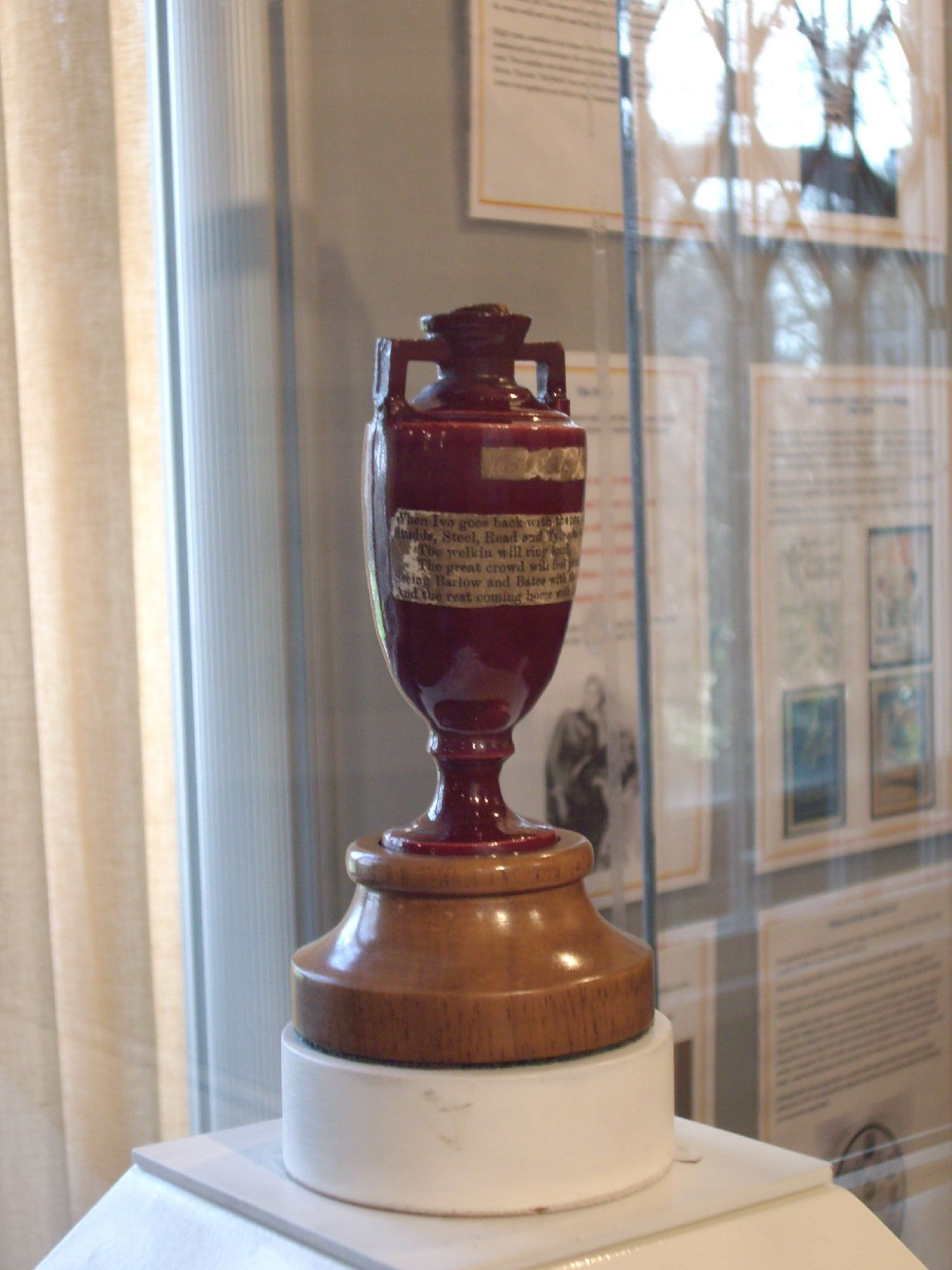
Urna The Ashes

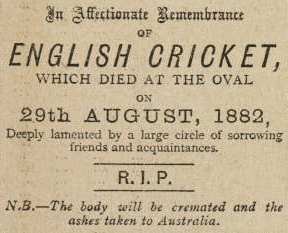
Artykuł w Sporting Times ogłaszający „śmierć” angielskiego krykieta

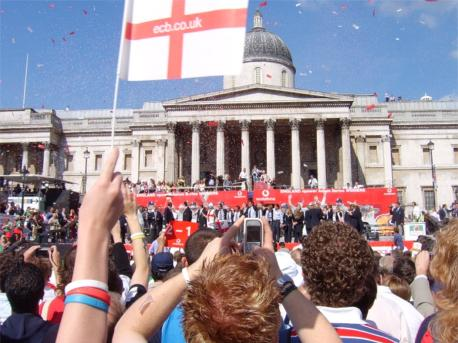
Świętowanie zwycięstwa The Ashes w 2005 na placu Trafalgar Square

The Ashes – turniej krykieta odbywający się corocznie, naprzemiennie w Anglii i Australii, w którym biorą udział narodowe reprezentacje Anglii i Australii. Rozgrywki zapoczątkowano w 1882 roku. Odbywają się na przemian w obu krajach. Do 2018 reprezentacja Australii wygrała 33 razy, reprezentacja Anglii – 32 razy, a 5 serii zakończyło się nierozstrzygnięciem.

## Nazwa
Nazwa turnieju oznacza w języku polskim prochy. Turniej został nazwany w ten sposób po ukazaniu się w 1882 roku artykułu w „The Sporting Times”, w którym podsumowano pierwszą porażkę Anglii z Australią na jej własnym terenie na stadionie Oval w Londynie. Artykuł utrzymany był w formie nekrologu obwieszczającego, że „angielski krykiet umarł, jego ciało zostanie spalone, a prochy powędrują do Australii”. Następny mecz między Anglią a Australią został określony przez media jako „wyprawa po prochy”. Podczas tego turnieju kapitan Anglii – Ivo Bligh – otrzymał od grupy kobiet z Melbourne pamiątkową urnę, mającą zawierać prochy sprzętu do krykieta. Aborygeni utrzymywali, że urna zawierała prochy zmarłego krykiecisty Kinga Cole. Replika urny jest wręczana zwycięzcy kolejnej edycji The Ashes; oryginał znajduje się w muzeum Marylebone Cricket Club. 

## Reguły
Turniej obejmuje pięć pięciodniowych meczów testowych, każdy rozgrywany w dwóch innings. W zawodach obowiązują zasady stosowane w międzynarodowych rozgrywkach krykieta. W przypadku remisu turniej wygrywa poprzedni jego zwycięzca, zatrzymując puchar.
The Ashes 2017/18 wygrał gospodarz Australia pokonując Anglię w serii pięciu testów 4-0 i odbiła urnę.

## The Ashes w rugby
Popularność i renoma turnieju krykietowego doprowadziła do podobnej rywalizacji między oboma krajami w rugby formuły rugby league. Rywalizację rozpoczęto w 1908 roku w Wielkiej Brytanii, a nazwa została zaproponowana przez Australijczyków. Ostatni turniej odbył się w 2003 roku i zakończył się zwycięstwem Australii 3:0.